# Жмуд, Андрей Сергеевич
Андрей Сергеевич Жмуд (9 октября 1989, Конотоп, УССР, СССР) — украинский спортсмен. Чемпион Украины, Европы и мира по пауэрлифтингу. Рекордсмен Украины и мира по версиям WDFPF и AWPC.

## Биография
Родился 9 октября 1989 года в городе Конотоп, Сумская область, Украина. В 2005 году окончил Школу-интернат им. Н. И. Жужомы. В 2009 году окончил с отличием Киевский финансово-экономический колледж. С 2009 года учится в Национальном университете государственной налоговой службы Украины на юридическом факультете в городе Ирпень, Киевская область.

## Спортивные достижения
Всемирная бездопинговая федерация пауерлифтинга:
- Серебряный призёр чемпионата Украины 2009 года среди юниоров; серебряный призёр чемпионата Украны 2009 года в категории Open;
- Чемпион Украины по приседанию со штангой 2010 года среди юниоров;
- Чемпион Украины по приседанию со штангой 2010 года в категории Open;
- Чемпион Украины по становой тяге 2010 года среди юниоров;
- Чемпион Украины по становой тяге 2010 года в категории Open;
- Рекордсмен Украины по приседанию со штангой 2010 года;
- Рекордсмен Украины по становой тяге 2010 года;
- Чемпион Украины по пауерлифтингу 2010 года среди юниоров;
- Серебряный призёр Чемпионата Украины по пауерлифтингу в категории Open;
- Мастер спорта Украины по пауерлифтингу;
- Мастер спорта Украины по приседанию со штангой;
- Мастер спорта международного класса по становой тяге.
- Чемпион Европы по пауерлифтингу среди юниоров 2010 года;
- Бронзовый призёр чемпионата Европы по пауерлифтингу в категории Open;
- Чемпион мира по приседанию со штангой среди юниоров 2011 года;
- Чемпион мира по приседанию со штангой в категории Open 2011 года;
- Чемпион мира по становой тяге 2011 года;
- Рекордсмен мира по приседанию со штангой 2011 года.

Всемирная федерация пауерлифтинга:
- Бронзовый призёр Чемпионата Украины по жиму штанги лежа 2009 года;
- Победитель кубка Украины по пауерлифтингу 2009 года;
- Рекордсмен Украины по 2009 года;
- Мастер спорта Украины по пауерлифтингу.